# 岐阜県道169号石神七五三線
岐阜県道169号石神七五三線（ぎふけんどう169ごう いしがみしめせん）は、岐阜県本巣市内にある一般県道である。

## 概要
道幅がかなり狭い区間が何箇所もあり、離合に注意が必要。この付近は本巣市名産の富有柿を生産する柿畑が広がっている。
岐阜県本巣市石神の岐阜県道78号岐阜大野線交点が起点。起点より南に進む。一旦、根尾川の堤防の中段に出るが、すぐに堤防を降りる。柿畑の中や点在する住宅の間を縫うように走る。本巣市七五三（しめ）の七五三交差点（国道303号交点）が終点。

### 路線データ
- 始点：岐阜県本巣市石神（岐阜県道78号岐阜大野線交点）
- 終点：岐阜県本巣市七五三 七五三交差点（国道303号交点）

## 地理
起点付近に根尾川（木曽川水系揖斐川支流）が流れる。終点の本巣市七五三地区の「七五三」は「しめ」と読む難読地名。

### 通過する自治体
- 岐阜県
  - 本巣市

### 接続路線
- 岐阜県道78号岐阜大野線（岐阜県本巣市石神）
- 岐阜県道168号屋井黒野線（岐阜県本巣市屋井）
- 国道303号（本巣市 七五三交差点）

### 周辺
- 本巣市立土貴野小学校
- 大野橋